# La Chanson du maçon (chanson)
Pour le téléfilm de Nina Companeez, voir La Chanson du maçon (téléfilm).
La Chanson du maçon est une chanson rendue populaire par Maurice Chevalier en 1941. Elle a été déposée à la Sacem le 28 octobre 1941 et éditée par Paul Beuscher.

## Développement et composition
La chanson a été écrite par Maurice Chevalier et Maurice Vandair et composée par Henri Betti,.
Maurice Vandair a d'abord écrit le départ : Un maçon chantait une chanson, là-haut sur le toit d'une maison pour qu'Henri Betti écrive la musique dessus.
En 1942, la chanson remporte le Grand Prix de la Chanson Française.

## Texte et réception
La chanson a des accents de « Travail, famille, patrie ! ».
Elle exprime une envie de renouvellement calme et appelle à l'unité et la reconstruction :

« Si tout l'monde chantait comme les maçons
Si chacun apportait son moellon
Nous rebâtirions notre maison, »

Elle imagine que tous les Français chantent ensemble alors qu'ils construisent leur nouvelle maison (la France) et se termine avec :

« Nous serions des millions de maçons 
A chanter sous le toit d' nos maisons ! »

La chanson est souvent considérée/interprétée comme propagandiste, collaborationniste, vichyste, pétaniste.

« En 1941, ces chansons sont ressenties par beaucoup comme pétainistes en raison d'allusions à la reconstruction du pays et aux appels officiels à l'unité. »

— Paris sous l'Occupation de Wolfgang Drost

« Des chansons plus ambiguës comme Notre Espoir ou La Chanson du maçon (Maurice Chevalier-Henri Betti, 1941), par Maurice Chevalier, pouvaient être comprises à double sens et apparaître soit comme une forme d'appel à l'espérance de la Libération, soit comme une glorification de l'ordre nouveau puisque la censure les acceptait. »

— Nouvelles veillées en chansons: des disques et des thèmes de Jacques Charpentreau

## Liste des pistes
78 tours —  Gramophone K-8546 (La compagnie française du gramophone La Voix de son Maître) enregistré le 18 novembre 1941 avec une orchestration de Marcel Cariven.
A. La Chanson du maçon
B. Ça sent si bon la France (musique de Louiguy et paroles de Jacques Larue)

## Reprises
La chanson a été enregistrée par les accordéonistes Médard Ferrero, André Verchuren, Aimable et Jacky Noguez ainsi que les orchestres d'André Grassi, Jean Yatove, Robert De Kers (en), Bruno Lorenzoni, Georges Gomand, Félix Chardon, Joël Schmitt et Hubert Simplisse.
Le 20 mai 1948, Henri Betti interprète la chanson au piano à l'émission de radio Un quart d'heure avec où il interprète aussi Mais qu’est-ce que j’ai ? (paroles d'Édith Piaf) et Dictionnaire (paroles de Jacques Pills).
En 1953, Roger Roger enregistre la musique de la chanson avec son orchestre pour l'album Succès d'Hier et d'Aujourd'hui.
En 1956, Michel Legrand joue la musique avec son orchestre pour le concert de Maurice Chevalier à l'Alhambra où il joue aussi C'est si bon.
En 1963, Colette Renard enregistre la chanson avec l'orchestre de Raymond Legrand pour l'album Les Triomphes du Disque Français.
En 1965, Maurice Chevalier enregistre la chanson avec l'orchestre de Jacques Météhen pour l'album 60 ans de Chansons où il enregistre également Notre Espoir, La Polka des barbus, Le Régiment des Jambes Louis XV, Toi, Toi, Toi, Mandarinade et Chapeau de Paille (paroles d'Albert Willemetz).
En 1968, Danyel Gérard interprète la chanson à l'émission Télé Dimanche présentée par Jean Poiret.
En 1969, Les Parisiennes interprètent la chanson à l'émission La Grande Parade.
En 1972, Charles Aznavour interprète la chanson en étant accompagné au piano par Gilbert Bécaud à l'émission Cadet Rousselle présentée par Guy Lux.
En 1982, Christian Borel et Paul Roby interprètent la chanson à l'émission Une histoire d'amour Maurice Chevalier où ils interprètent également quatre autres chansons composées par Henri Betti avec des paroles de Maurice Chevalier : Notre Espoir, La Fête à Neu-Neu, La Polka des barbus et Le Régiment des Jambes Louis XV.
En 1988, les Petits Chanteurs d'Asnières interprètent la chanson en étant accompagné au piano par Henri Betti à La Chance aux chansons présentée par Pascal Sevran.
En 1992, la Bande à Basile enregistre la chanson avec des arrangements musicaux de Jean-Marie di Maria et Johnny William pour l'album Sacré Maurice.
En 1993, Pascal Sevran enregistre la chanson pour l'album À la Française où il enregistre également une autre chanson composée par Henri Betti avec des paroles de Maurice Chevalier et Maurice Vandair : Chanson Populaire.
En 2013, Jean-Jacques Debout enregistre la chanson avec des arrangements musicaux de Jacques Ferchit pour l'album Les Chansons des guinguettes. La même année, il enregistre une autre chanson composée par Henri Betti : Maître Pierre (paroles de Jacques Plante) pour l'album Sous le soleil des guinguettes.
En 2014, Marcel Amont interprète la chanson à l'émission Hier encore.

## Filmographie
La chanson a été utilisée dans les films Un homme de trop en 1967 et Une affaire de femmes en 1988 ainsi que dans le documentaire L'Œil de Vichy en 1993.
En 1943, Maurice Thiriet fit un arrangement symphonique pour le documentaire Bâtir d'André Gillet.
En 1951, André Tabet fredonne la chanson dans le court-métrage Compositeurs et Chansons de Paris où il fredonne aussi Le Régiment des mandolines, Mais qu’est-ce que j’ai ? et C'est si bon.
En 1954, Maurice Chevalier fredonne la chanson dans le court-métrage Rendez-vous avec Maurice Chevalier n°2 où il fredonne aussi Le Régiment des mandolines et C'est si bon.
En 2002, Jacques Sereys interprète la chanson dans le téléfilm La Chanson du maçon.

## Anecdote
En 1965, Claude Nougaro écrit les paroles et interprète une chanson qui porte un titre similaire : Chanson pour le maçon (musique de Jacques Datin).